# RhW BDeh 1/2
De BDeh 1/2 is een elektrische trein voor het regionaal personenvervoer van de Bergbahn Rheineck-Walzenhausen (RhW). Sinds 2006 maakt deze onderneming deel uit van de Appenzeller Bahnen (AB).

## Geschiedenis
Het treinstel is sinds 1958 gebruikt met een afwijkende spoorbreedte van 1200 millimeter. Het verving de kabelbaan tussen Rheineck - Walzenhausen.

## Constructie en techniek
Het treinstel heeft een stalen frame. Het treinstel is uitgerust met een tandrad van het systeem Riggenbach.

## Treindiensten
Het treinstel wordt door de Appenzeller Bahnen (AB) ingezet op de volgende traject:
- Rheineck - Walzenhausen